# Professeur des universités-praticien hospitalier
Pour les articles homonymes, voir Professeur.
 (octobre 2012).
Si vous disposez d'ouvrages ou d'articles de référence ou si vous connaissez des sites web de qualité traitant du thème abordé ici, merci de compléter l'article en donnant les références utiles à sa vérifiabilité et en les liant à la section « Notes et références ».
Professeur des universités - praticien hospitalier (PU-PH) est un statut de la fonction publique française d´État qui comprend les médecins, odontologistes, pharmaciens et scientifiques appartenant à la fois à une université et à un centre hospitalier universitaire (CHU) nommés à titre permanent.
Il s'agit d'un statut mixte entre celui de professeur des universités (PU) du ministère de l'Enseignement supérieur et de la Recherche et celui de praticien hospitalier (PH) des établissements publics de santé. Dans ce double statut, c'est l'université qui est l'employeur principal des PU-PH. Elle acquitte en particulier les cotisations sociales sur la part universitaire de leur traitement. La rémunération de leur activité hospitalière fait l'objet d'un émolument hospitalier additionnel. La rémunération de ce corps de praticiens est fixée par des échelons comme pour tous les postes de la fonction publique (une grille universitaire et une grille hospitalière). Une activité libérale peut être autorisée par leur établissement.
L'entrée dans le corps des PU-PH se fait sur concours, en général ouvert aux maîtres de conférences des universités - praticiens hospitaliers ou bien aux praticiens hospitaliers titulaires d'une habilitation à diriger des recherches. Le concours est organisé par le Centre national de gestion, établissement public administratif qui est également chargé, conjointement avec le ministère de l'Enseignement supérieur, de la gestion de la carrière de ces professionnels depuis le 1er octobre 2012[réf. souhaitée].
Les PU-PH sont nommés par le ministre de la Santé sur les emplois hospitaliers et le ministre de l’Enseignement supérieur sur les emplois universitaires, en application d'un décret du président de la République. 
Les PU-PH sont agents publics en tant que personnels hospitaliers et fonctionnaires en tant que professeurs universitaires. Ils sont assimilés aux professeurs des universités et jouissent de leurs droits et prérogatives, bien que dépendant d'un corps spécifique. Leurs obligations pédagogiques universitaires sont gérées par une réglementation propre aux personnels hospitalo-universitaires.
De fait, la plupart des chefs de service dans les CHU sont des professeurs des universités - praticiens hospitaliers.
Ils portent le titre de « professeur ».
Le statut a été institué par le décret no 84-135 du 24 février 1984 pour les médecins, pharmaciens et scientifiques. Les chirurgiens-dentistes étaient régis par le décret no 90-92 du 24 janvier 1990. Le statut est unifié par le décret no 2021-1645 du 13 décembre 2021.